# Billingr

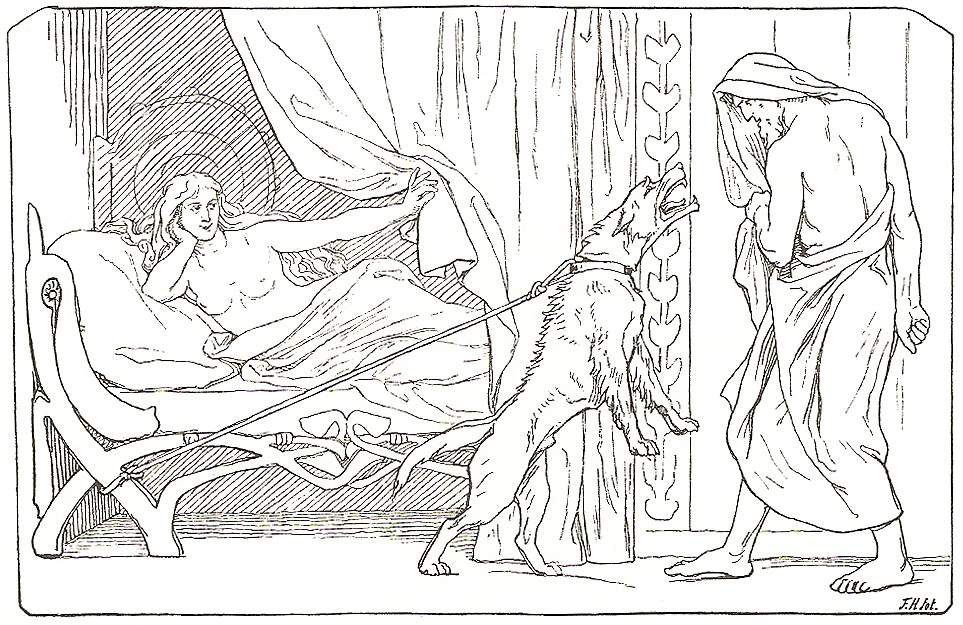
La figlia di Billingr osserva quando Odino incontra la cagna legata al suo letto (1895) di Lorenz Frølich.

Nella mitologia norrena, Billingr (o Billing) è il padre di una fanciulla (dal nome sconosciuto) desiderata da Odino. Secondo le strofe 96-102 della poesia Hávamál dell'Edda poetica, la fanciulla disse a Odino di incontrarla dopo il calar del sole quando sarebbe stato più sicuro e si sarebbe concessa a lui; tuttavia, quando Odino arrivò, trovò la strada sbarrata da guerrieri con spade e torce. Quando tornò all'alba scoprì che la fanciulla era sparita e aveva lasciato una cagna legata al letto al suo posto. In questo modo i tentativi di Odino per possedere la ragazza furono sventati. L'episodio è narrato in prima persona dallo stesso Odino che lo considera un esempio della presunta volubilità e disonestà delle donne, e si lamenta della follia di desiderare qualcosa di irraggiungibile.
Billingr era presumibilmente o un gigante o un nano; John Lindow in Norse Mythology (2001) presenta argomentazioni a favore di entrambe le possibilità. Ad esempio, Billingr è elencato come nome da nano nella versione della Völuspá contenuta nel manoscritto Hauksbók; il nome si trova anche in una kenning per indicare la parola poesia: "coppa del figlio di Billing". Dato che sia i nani sia i giganti possedevano l'idromele della poesia prima che lo ottenesse Odino, questa kenning ha senso sia se Billing è un nano sia se è un gigante. D'altro canto, se Billing fosse un nano, allora sua figlia sarebbe una dei pochi nani femmina nella mitologia, mentre le relazioni di Odino con delle gigantesse sono ben attestate nelle Edda.